# Forever More
Forever More är Teslas nionde studioalbum (om man inte räknar med "Reel To Reel", "Reel To Reel Vol.2" och A Peace Of Time" är det deras sjätte) släppt 7 oktober 2008. Det var det första albumet med nytt material utan Tommy Skeoch.

## Låtlista
1. "Forever More"
2. "I Wanna Live"
3. "One Day at a Time"
4. "So What!"
5. "Just in Case"
6. "Fallin' Apart"
7. "Breakin' Free"
8. "All of Me"
9. "The First Time"
10. "Pvt. Ledbetter"
11. "In A Hole Again"
12. "The Game"